# 1915 في الجزائر
الأحداث من عام  1915 في الجزائر.

## الأحداث
- 14 فبراير – القبض على أحمد توفيق المدني وأُدخل السجن حتى شهر نوفمبر سنة 1918م.

## المواليد
- 6 سبتمبر – أحمد حماني – أستاذ وعالم مسلم عين في اللجنة المركزية لجبهة التحرير الوطني من سنة 1983 إلى 1985، انتخب رئيسا لجمعية العلماء المسلمين الجزائريين في سنة 1991. كما تولى إدارة جريدة البصائر في نفس السنة.